# Георги Караиванов (писател)
Георги Иванов Караиванов е български лиричен поет, прозаик и драматург.

## Биография
Георги Караиванов е роден на 25 март 1897 г. в Кюстендил. Завършва гимназия през 1915 г. и право в София през 1924 г. От 1924 г. работи като юрисконсулт при Военно-издателския фонд. Редактор на детския вестник „Мъничък свят“ (1927 – 1928) и на детската библиотека „Гнездо“ (1942 – 1943). Участва в сборника „Мост“ (1923) (с Атанас Далчев и Димитър Пантелеев), издава стихосбирки от литературния кръг „Стрелец“. Член е на СБП и негов секретар (1934 – 1944). Редактира детската приказна библиотека „Гнездо“ (1942 – 1943).
Георги Караиванов умира на 28 март 1985 г.

## Творчество
- „Път“ – стихосбирка, 1923,
- „Анатема“ – стихосбирка, 1925,
- „Иманяри“ – стихосбирка, 1928,
- „Синьото цвете“ – стихове, 1928,[4] наградена от Министерството на просветата[5]
- „Пендарата“ – повест, 1928,
- „Божият съд“ – легенда, 1928,
- „Хайдути“ – епическа поема, 1931,
- „Бан Янука“ – исторически роман, 1932,
- „Герай войвода“ – поема, 1933,
- „Отроче от мъжки пол“ – комедия, 1933,
- „Бялата перушинка“ – за деца, 1934, 1947,
- „Чудната пещера“ – пиеса за деца, 1934,
- „Юнак Гого“ – пиеса за деца, 1935,
- „Дървени саби“ – приказки и разкази, 1936,
- „Едно око дебне“ – разкази, 1936,
- „Новият Робинзон“ – стихотворения за деца, 1936,
- „Хвърковатият конник“ – драма, 1939,
- „Малкият бунтовник“ – повест, 1942,
- „Хопа-тропа“ – залъгалки, 1955, 1968, 1970,
- „Боримечката“ – историческа повест за юноши, 1958, 1966, 1972,
- „Перущица, гнездо на герои“ – историческа повест за деца и юноши, 1960,
- „Всичко мога, всичко знам“ – за деца, 1961,
- „Заю и Мецана“ – приказка в стихове, 1962,
- „Юнашка майка. Роман за баба Тонка“ – роман за юноши, 1962, 1969, 1976,
- „Последната болярка“ – комедия, 1964,
- „Вземи ме, войводо“ – историческа повест за деца и юноши, 1970,
- „Стъпки по хълма“ – лирика, 1976,
- „Избрани произведения. Юнашка майка. Боримечката“, 1977,
- „Шепот на борове“ – исторически разкази, 1984,
- „Гнездо на герои“ – повест, 1984,
- „Люлчице мила“ – залъгалки, 1989,
- „История на Съюза на българските писатели 1913-1944“ – в съавторство с Георги Дръндаров, Никола Атанасов и Христо Ц. Борина, 2003.